# ウクライナへの祈り
『ウクライナへの祈り』（ウクライナ語: Молитва за Україну Mołytwa za Ukrajinu、英語: Prayer for Ukraine）は、ウクライナの愛国的な讃美歌。旋律はミコラ・リセンコが作曲し、歌詞は コニスキー・オレキサンドル・ヤーコヴィッチによって書かれ、いくつかの版がある。 

## 歴史
- 1998年7月14日、この賛美歌は、ウクライナ内閣の主導により、＃1229「ウクライナの国歌の旋律と歌詞について」として登録された法的なプロジェクトの一部だった。 プロジェクトの作者はマリウポリの出身であり、ウクライナの元副首相アナトリイ・ホルブチェンコ（英語版）（1997–99）であった[1]。1999年12月24日にプロジェクトは撤回された。
- ミコラ・リセンコの死後、作品の新しい合唱バージョンが登場し、時には歌詞が変更された。M.ユルチェンコは、出版物「ミコラ・リセンコ。宗教作品」において、V.Matyuk（1907）、K.Stetsenko、O.Koshyts（1910年代）らが編曲した、最も有名な3つの歌詞のバリエーションを提出している。後者が最も一般的である。
- 現在、この讃美歌は、ウクライナの国歌と同等の精神的な国歌として公式に認められている[2].。

## 歌詞
| ウクライナ語 (キリル文字表記) | ウクライナ語 (ローマ字転写) | 日本語 |
| Боже великий, єдиний, Нам Україну храни, Волі і світу промінням Ти її осіни. Світлом науки і знання Нас, дітей, просвіти, В чистій любові до краю, Ти нас, Боже, зрости. Молимось, Боже єдиний, Нам Україну храни, Всі свої ласки й щедроти Ти на люд наш зверни. Дай йому волю, дай йому долю, Дай доброго світу, щастя, Дай, Боже, народу І многая, многая літа. | Boże wełykyj, jedynyj, Nam Ukrajinu chrany, Woli i switu prominniam, Ty jiji osiny. Switlom nauky i znannia Nas, ditej, proswity, W czystij lubowi do kraju, Ty nas, Boże, zrosty. Mołymoś, Boże jedynyj, Nam Ukrajinu chrany, Wsi swoji łasky j szczedroty, Ty na lud nasz zwerny. Daj jomu wolu, daj jomu dolu, Daj dobroho switu, szczastia, Daj, Boże, narodu I mnohaja, mnohaja lita. | 主よ、偉大で唯一なる主よ、 我らの最愛のウクライナを守り給え 自由と平和の光を恵み給え そなたの聖なる光で 学問と知識で導き給え そなたの小さき子孫たる我らに 純粋で永遠の愛の中で 主よ、我らを成長させ給え 全能の主よ、我らは祈る 我らのウクライナを守り給え 我らの民 我らの祖国を救い給え そなたの慈愛で 自由と知恵を恵み給え 我らを善き世界へ導き給え 主よ、民に与え給え 永遠に 永遠に |